# Athylia pulchra
Athylia pulchra är en skalbaggsart som först beskrevs av Fisher 1925.  Athylia pulchra ingår i släktet Athylia och familjen långhorningar. Inga underarter finns listade.